# Omicidio di Rachael Runyan
L'omicidio di Rachael Runyan è un caso irrisolto di infanticidio successo a Sunset, Utah, il 26 agosto 1982, quando una bambina di tre anni venne rapita da un parco giochi e uccisa da un individuo rimasto sconosciuto. Il suo corpo è stato trovato tre settimane dopo in un ruscello nelle vicinanze della contea di Morgan.
Conosciuto come uno dei casi a pista fredda più famosi dello Utah, l'omicidio di Rachael alla fine si è rivelato un catalizzatore per stabilire il sistema di allarme per il rapimento di minori "Rachael Alert", che è rimasto in uso nello stato dello Utah fino al 2003, quando lo stato ha adottato il sistema di allerta AMBER alert per il rapimento di bambini.
Il caso contribuì alla promulgazione del Congressional Missing Children Act degli Stati Uniti del 1983, che imponeva una dotazione di risorse aggiuntive per le indagini sui casi di minori scomparsi in corso. Nel 2017, la "Giornata dei bambini dispersi e sfruttati" è stata introdotta nella legislazione nello Utah in memoria di Rachael Runyan. Lo scopo della giornata è sensibilizzare l'opinione pubblica sui bambini scomparsi e sfruttati all'interno dello stato; la data annuale di sensibilizzazione è il 26 agosto, data del rapimento di Rachael.

## Contesto
Rachael Marie Runyan era nata il 23 giugno 1979, nella contea di Weber, nello Utah, secondogenita e unica figlia femmina di Jeff ed Elaine Runyan. Aveva un fratello maggiore, Justin, e un fratello minore, Nathan.
La famiglia Runyan si era trasferita a Sunset dal Tennessee poco prima della nascita di Rachael; sua madre avrebbe in seguito ricordato che lei e suo marito credevano che Sunset - allora una comunità di 6 000 abitanti  - sarebbe stato un "posto meraviglioso e sicuro" per crescere i propri figli. Rachael era una piccola reginetta di bellezza, essendo stata incoronata "Little Miss Sunset" l'anno prima del suo omicidio. È stata descritta da sua madre come una bambina ben educata che, spesso troppo giovane per partecipare ai giochi con Justin e altri bambini, si accontentava semplicemente di sedersi da parte e succhiarsi il pollice guardando gli altri bambini che giocavano. Questa abitudine aveva portato sua madre a prendere in giro occasionalmente Rachael, dicendole che sarebbe diventata "una dentona" da adulta, affermazione alla quale Rachael rideva semplicemente. Nonostante il senso di sicurezza che Jeff ed Elaine Runyan provavano all'interno della comunità di Sunset, entrambi i genitori avevano avvertito ripetutamente i loro figli dei pericoli di fidarsi di chiunque non conoscessero e che tentavano di farli allontanare dalla loro casa o da qualsiasi ambiente sicuro.
La famiglia viveva in una casa modesta adiacente al parco giochi della scuola elementare di Doxey. C'era anche un altro parcogiochi, Mitchell Park, vicino a casa loro e in cui i tre bambini andavano spesso a giocare. Nell'estate del 1982, Jeff ed Elaine Runyan installarono un cancello davanti al loro cortile, in modo che la famiglia potesse accedere facilmente a questo parco giochi.

## Rapimento
Nella tarda mattinata del 26 agosto 1982, Rachael Runyan e suo fratello di cinque anni, Justin, chiesero alla madre se loro e il loro fratello minore Nathan, di 18 mesi, potessero giocare nel cortile della scuola elementare di Doxey. Sebbene Elaine Runyan non avesse mai permesso ai suoi figli di giocare senza sorveglianza da nessuna parte fuori dalla casa di famiglia, siccome stava preparando il pranzo per i suoi figli e il cortile della scuola era a soli 5 metri da casa sua, ben in vista dalla finestra della sua cucina, accettò. Tuttavia, Runyan guardò ripetutamente fuori dalla finestra della cucina e parlò con i suoi figli mentre preparava il cibo.
Quando la donna richiamò i figli per pranzare intorno alle 12:55, solo Nathan e Justin tornarono a casa. Justin raccontò alla madre che Rachael era stata portata via dal parco con la forza da un uomo nero di giovane età, che inizialmente si era offerto di comprarle il gelato e delle gomme da masticare ad un supermercato nella vicinanze. Secondo Justin, l'uomo si era avvicinato a loro mentre stavano giocando nella sabbiera e stava cercando di attirare i tre nella sua macchina offrendosi di comprare loro delle caramelle. Quando erano ormai vicini alla macchina dell'uomo, Rachael disse all'uomo che le piaceva il gelato al gusto di gomma da masticare. L'uomo disse di avere quel gusto di gelato nella sua macchina. Justin dichiarò di aver avvisato Rachael di non accompagnare l'uomo nella sua macchina, ma lei fece retromarcia e si allontanò dal bambino. In risposta, l'uomo prese in braccio Rachael mettendosela sopra la spalla mentre lei urlava, per poi infilarla nella sua macchina, tutto mentre Justin rimase paralizzato dalla paura con Nathan in piedi al suo fianco.
Elaine si precipitò al supermercato di cui il rapitore aveva parlato, chiedendo ripetutamente al personale e agli acquirenti: "Hai visto una bambina bionda? Una bambina di 3 anni con un uomo di colore?" Nessuno che la donna incontrasse aveva visto sua figlia. Circa 20 minuti dopo la scomparsa della bambina, Elaine riferì il rapimento di Rachael al dipartimento di polizia di Sunset.

### Indagine
Immediatamente dopo aver appreso del rapimento di Rachael, il dipartimento di polizia di Sunset istituì blocchi stradali dentro e intorno alla città. Questa tattica non è riuscita ad aiutare la polizia a catturare il sospettato o a recuperare Rachael.  Nelle ore successive al suo rapimento, fu formata una task force composta da dieci investigatori delle forze dell'ordine per indagare sulla scomparsa della bambina. Questi investigatori furono reclutati da diverse contee dello Utah e supervisionati dallo sceriffo Brant Johnston. 
Sia Justin Runyan, sia un bambino di 10 anni a cui si era avvicinato lo stesso uomo, lo descrissero agli investigatori come un afro-americano dalla carnagione piuttosto chiara, età compresa tra 30 e 35 anni, alto 1,80m, con corporatura media, taglio di capelli stile afro e baffi a manubrio.  Guidava un'auto blu scura con modello vecchio a quattro porte modello con strisce a venature di legno lungo i lati.  L'uomo era stato a Mitchell Park, e aveva parlato con vari bambini e aveva bevuto caffè per almeno 15 minuti prima di rapire Rachael.  Gli investigatori hanno anche scoperto che questo individuo aveva giocato con i tre bambini Runyan, in particolare il fratello di cinque anni di Rachael, per diversi minuti prima che lo accompagnassero al suo veicolo.
Nonostante le testimonianze oculari consentissero alla polizia di ottenere una descrizione fisica accurata del rapitore del bambino dal quale riuscirono a costruire un identikit dettagliato, i soli testimoni del rapimento di Rachael erano stati i tre bambini. Nessuna televisione a circuito chiuso aveva catturato il suo rapimento dal cortile della scuola. Pertanto i successivi sforzi delle forze dell'ordine si limitarono a procedure come le ricerche forensi sulla scena del crimine e le indagini casa per casa nelle ore e nei giorni successivi all'evento. Nei giorni immediatamente successivi al rapimento di Rachael, la polizia tenne diversi seminari pubblici per informare i genitori sui metodi per proteggere i figli da potenziali rapimenti o danni da parte di sconosciuti.
Gli appelli pubblici per ottenere informazioni sulla scomparsa di Rachael hanno portato gli investigatori a ricevere indizi sia in relazione al luogo in cui si sarebbe potuta trovare la bambina sia alla possibile identità del suo rapitore. Sebbene tutte le tracce siano stati controllate, alla fine si sono rivelate infruttuose.

### Sforzi della famiglia e appelli mediatici
Con l'aiuto di un'assemblea del vicinato (molti dei quali avevano donato soldi per un tentativo di ricerca improvvisato da parte della famiglia), la famiglia Runyan iniziò da sola una ricerca per la loro figlia. Sia i volontari della famiglia che quelli del vicinato avevano mezzi e metodi limitati a loro disposizione per la ricerca, anche se poi hanno organizzato una distribuzione nazionale di volantini con la foto di Rachael. Con l'aiuto di amici e vicini, la famiglia Runyan svolse la ricerca nei quartieri locali e distribuì migliaia di poster e volantini, avvertendo il pubblico della scomparsa di Rachael. In tre settimane questa iniziativa era costata $10,000 alla famiglia solo in spese postali.
Una settimana dopo il rapimento di Rachael, i suoi genitori volarono a New York per partecipare a una conferenza stampa per mantenere in vita la vasta pubblicità sulla scomparsa della figlia. A questa conferenza stampa, Jeff Runyan dichiarò: "Penso che [il rapitore] non abbia una coscienza, e il mio appello è che qualcuno che lo conosce si faccia avanti e lo denunci". Riconoscendo la possibilità che Rachael potesse essere stata venduta dopo il suo rapimento, Elaine Runyan esortò tutti i genitori che pianificavano di adottare una bambina nel prossimo futuro di assicurarsi che la bambina non fosse Rachael.
Il 3 settembre, i genitori di Rachael apparvero al Today Show per continuare a pubblicizzare la scomparsa di Rachael.  Offrirono una ricompensa di $ 20.000 raccolta in gran parte attraverso donazioni da parte dei cittadini nella loro comunità. La città di Sunset promise altri $ 20.000 per il ritorno della bambina.

## Scoperta
Alle 17:00 del 19 settembre, una famiglia che viaggiava su una strada di montagna a Mountain Green, Utah, (circa 80 chilometri da Sunset) fermò il proprio veicolo ad un punto di svolta vicino a Trapper's Loop Road per far giocare i loro bambini in un ruscello lì vicino e fargli lanciare pietre nell'acqua. Vicino a una pila di pennelli, i bambini notarono quella che inizialmente pensavano essere una bambola, parzialmente coperta da cespugli che galleggiava sul bordo del torrente. Dopo un esame più attento, i bambini capirono che la bambola era in realtà il corpo nudo di una bambina con le mani legate dietro la schiena.
I parenti di Rachael erano stati in grado di offrire un'identificazione provvisoria del suo corpo da un dente scheggiato e i buchi alle orecchie.  A causa dello stato avanzato di decomposizione del corpo, la causa precisa della morte di Rachael non fu mai stabilita. Il medico legale non era stato in grado di escludere il soffocamento come causa di morte.

### Funerale
Poco dopo l'identificazione formale della figlia, Jeff ed Elaine Runyan tennero il servizio funebre di Rachael al Sunset Stake Center. Erano presenti oltre 300 persone. Rachael venne sepolta nel Washington Heights Memorial Park nella città di Ogden, Utah, in una bara bianca adornata con la sua fotografia, un singolo bocciolo di rosa e una delle sue bambole preferite di Raggedy Ann. La lapide di Rachael è incisa con le parole: "Ha messo in ginocchio una nazione".

## Impatto federale
Il rapimento e l'omicidio di Rachael Runyan si sono rivelati un fattore importante nella promulgazione di una legge federale dell'ottobre 1982 che consente ai genitori di bambini scomparsi di accedere a un portale amministrato dal Federal Bureau of Investigation (FBI), che avrebbe ottenuto e archiviato registri di impronte digitali e gruppi sanguigni di oltre 300.000 bambini dello Utah.
Come risultato di questo rapimento e omicidio, lo stato dello Utah ha anche implementato formalmente il sistema di allarme per il rapimento di minori "Rachael Alert" nell'aprile 2002. È stato progettato per avvisare i residenti in tutto lo stato di rapimenti di minori in corso e casi di minori scomparsi.  Una volta che il personale delle forze dell'ordine verifica l'autenticità di un caso di rapimento di minori, un modulo "Rachael Alert" viene inviato via fax a tutte le reti televisive e radiofoniche per la trasmissione immediata e prioritaria in tutto lo stato. I criteri da soddisfare in questi casi includono: il bambino scomparso è minorenne o handicappato mentalmente; è in pericolo imminente; la scomparsa non è una situazione di fuga; e le forze dell'ordine hanno una descrizione fisica completa e accurata del bambino scomparso.
Il sistema "Rachael Alert" fu usato solo nel rapimento di Elizabeth Smart del giugno 2002 e nel rapimento di Nicholas Triplett di 3 mesi nel gennaio 2003; entrambi i bambini sono stati infine trovati vivi. Sulla scia del successivo recupero di Elizabeth Smart, 41 stati hanno implementato il sistema di allarme per il rapimento di minori Allerta AMBER . Lo Utah ha sostituito il sistema "Rachael Alert" con il sistema AMBER Alert nell'aprile 2003, principalmente per conformarsi agli standard nazionali.  Il sistema di allarme AMBER viene ora testato due volte l'anno nello Utah— il 13 gennaio e nell'anniversario del rapimento di Rachael, il 26 agosto. .
L'omicidio di Rachael è stato anche un fattore determinante per la promulgazione del Missing Children's Act, che inserisce le descrizioni dei bambini scomparsi nel database del National Crime Information Computer dell'FBI.

## Continuo dell'indagine

### Riapertura del caso
Anche se l'omicidio di Rachael è un caso irrisolto, il tenente Phil Olmstead, che per primo rispose alla frenetica richiesta di assistenza di Elaine Runyan in seguito al rapimento di sua figlia, rassicurò continuamente la famiglia Runyan della determinazione del Dipartimento di Polizia di Sunset nel trovare l'assassino o gli assassini di Rachael.  L'inchiesta sul suo omicidio è stata riaperta ufficialmente dal Dipartimento di Polizia di Sunset nel 2007. La polizia continua a lavorare a stretto contatto con l'ufficio del procuratore generale dello Utah nei loro sforzi di arrestare e condannare gli autori. È disponibile una ricompensa di $58.000 se verranno fornite alle autorità delle informazioni che portino all'arresto e alla successiva condanna della persona o delle persone responsabili
Le speranze per l'identificazione dell'autore si basano principalmente sui notevoli progressi della tecnologia forense nel corso degli anni a partire dal 1982. Come mezzo a tal fine, gli investigatori non hanno escluso la possibilità di riesumare il corpo di Rachael per recuperare ulteriori prove forensi .
I test del DNA condotti su oggetti trovati vicino al corpo di Rachael nel 2007 hanno prodotto risultati incerti, sebbene non abbiano contribuito a far avanzare le indagini. La famiglia di Rachael non ha mai rinunciato alla speranza di trovare il suo assassino.

### Sospettati
Nel 2012, gli investigatori avevano annunciato che un detenuto in Pennsylvania che era stato residente a Sunset nel 1982, era sotto inchiesta attiva. Sebbene non siano state presentate accuse formali contro questo individuo, è considerato un possibile sospetto nel rapimento e nell'omicidio di Rachael. Un altro potenziale sospetto è un uomo con precedenti penali che si ritiene viva nel New Mexico. Il capo della polizia di Sunset Ken Eborn ha affermato che esistono prove a sostegno della potenziale colpevolezza di questo sospetto, ma non sono sufficienti affinché la polizia possa effettuare un arresto formale. Inoltre, Eborn ha affermato di essere convinto che testimoni o individui che sono a conoscenza della colpevolezza dell'uomo siano riluttanti a farsi avanti alle autorità, probabilmente a causa delle minacce di morte che ha fatto contro di loro.

## Patrocinio ed eredità
In seguito al rapimento e all'omicidio di sua figlia, Elaine Runyan-Simmons ha incanalato il suo dolore, diventando sostenitrice di un movimento nazionale per sensibilizzare sulle questioni relative alla sicurezza dei bambini, al rapimento di minori e alle procedure legislative relative al loro recupero. Runyan-Simmons ha spesso offerto supporto emotivo, orientamento e consulenza ai genitori che vivevano un'esperienza simile al calvario che ha subito la sua famiglia.
Per quanto riguarda il suo costante impegno per la perpetuazione e l'espansione del sistema di allarme per il rapimento di minori "Rachael Alert" nello Utah (che è stato inserito nell'ambito del sistema di allarme nazionale AMBER nel 2003), Runyan-Simmons ha affermato che essere una voce in questo campo non è una scelta che avrebbe fatto se Rachael non fosse stata rapita e assassinata: gli eventi di agosto e settembre 1982 l'hanno lasciata con poca scelta in ambito. Nel 2013, Runyan-Simmons ha dichiarato: "È un lascito per mia figlia. Se ci fosse stato qualcosa di simile [nel 1982], forse l'avremmo ancora con noi." 
Nel maggio 2016, il parco in cui è stata rapita Rachael è stato ribattezzato Rachael Runyan Memorial Park. Fu dedicato formalmente alla memoria di Rachael il 26 agosto; sul luogo si trovano una lapide con l'immagine della bambina, un breve riassunto della sua storia e il nome del parco. L'iscrizione sulla pietra recita: "In onore di Rachael Marie Runyan, 23 giugno 1979 - 26 agosto 1982. Rapita dal parco giochi di Doxey il 26 agosto 1982." 
La Giornata dei Bambini Dispersi e Sfruttati in onore di Rachael Runyan è stata firmata in legislazione nello Utah nel marzo 2017. L'obiettivo di questa osservanza annuale è incoraggiare le persone nello Utah a dare priorità alla sicurezza dei bambini. Il disegno di legge è stato ispirato da Rachael Runyan ed è stato descritto come un "catalizzatore per lo sviluppo di migliori risposte al rapimento di bambini" nello Utah. Nei casi in cui viene implementato un avviso AMBER e successivamente il bambino scomparso viene trovato in condizioni di sicurezza, viene consegnato un "Premio Rachael Runyan" all'individuo che individua il bambino scomparso o che ha inizialmente avvisato le autorità del rapimento. .

## Media

### Televisione
- L'omicidio di Rachael Runyan è presente in un episodio della serie poliziesca Unsolved Mysteries . Commissionato e trasmesso dalla NBC, questo episodio è stato trasmesso per la prima volta l'8 novembre 1989 e presenta un'intervista con la madre di Rachael, Elaine. Questo episodio include il suggerimento che Rachael potrebbe essere stata rapita e successivamente assassinata durante la realizzazione di un film snuff .[8]

### Libri
- Emily G. Thompson, Unsolved Child Murders: Eighteen American Cases, 1956–1998, North Carolina, Exposit, 2017, ISBN 978-1-476-67000-3.
- Charles Williams, Faces of the Amber Alert, Bloomington, Indiana, AuthorHouse, 2005, ISBN 978-1-420-86783-1.

### Podcast
- La serie di podcast "The Murder In My Family" ha trasmesso un episodio di 45 minuti incentrato sul rapimento e l'omicidio di Rachael Runyan e sull'effetto che la sua perdita continua ad avere sulla sua famiglia. Questo episodio è stato inizialmente trasmesso nell'agosto 2018.[25]

### Altre note
1. ↑  This task force would later be assisted by the FBI following the September 19 discovery of Rachael's body.
2. ↑  Prior to the 2002 implementation of the "Rachael Alert" child abduction alert system, Jeff and Elaine Runyan had campaigned relentlessly for the implementation of an effective method to alert the public and law enforcement alike of child abductions. The "Rachael Alert" child abduction alert system was formally inaugurated on April 2, 2002.[3]
3. ↑  The current criteria for issuing an AMBER Alert in the state of Utah is simply that the missing person is under the age of 18; the original criteria prior to April 2003 had included individuals with a proven physical or mental disability
4. ↑  Phil Olmstead would eventually become Chief of the Sunset Police Department, taking charge of the overall investigation into Rachael's abduction and murder.[19]
5. ↑  Approximately 80% of child abductions in America occur within one mile of the child's family home.
6. ↑  Elaine Runyan-Simmons has said she hopes the story of her daughter's abduction and murder will serve as an educational tool for other parents and their children, adding that she hopes this park becomes "a place [parents] can bring their children and educate them."[1]
7. ↑  Between 2003 and 2010, AMBER alerts issued across the United States directly contributed to the safe recovery of 518 abducted children